# Edward Hartwig

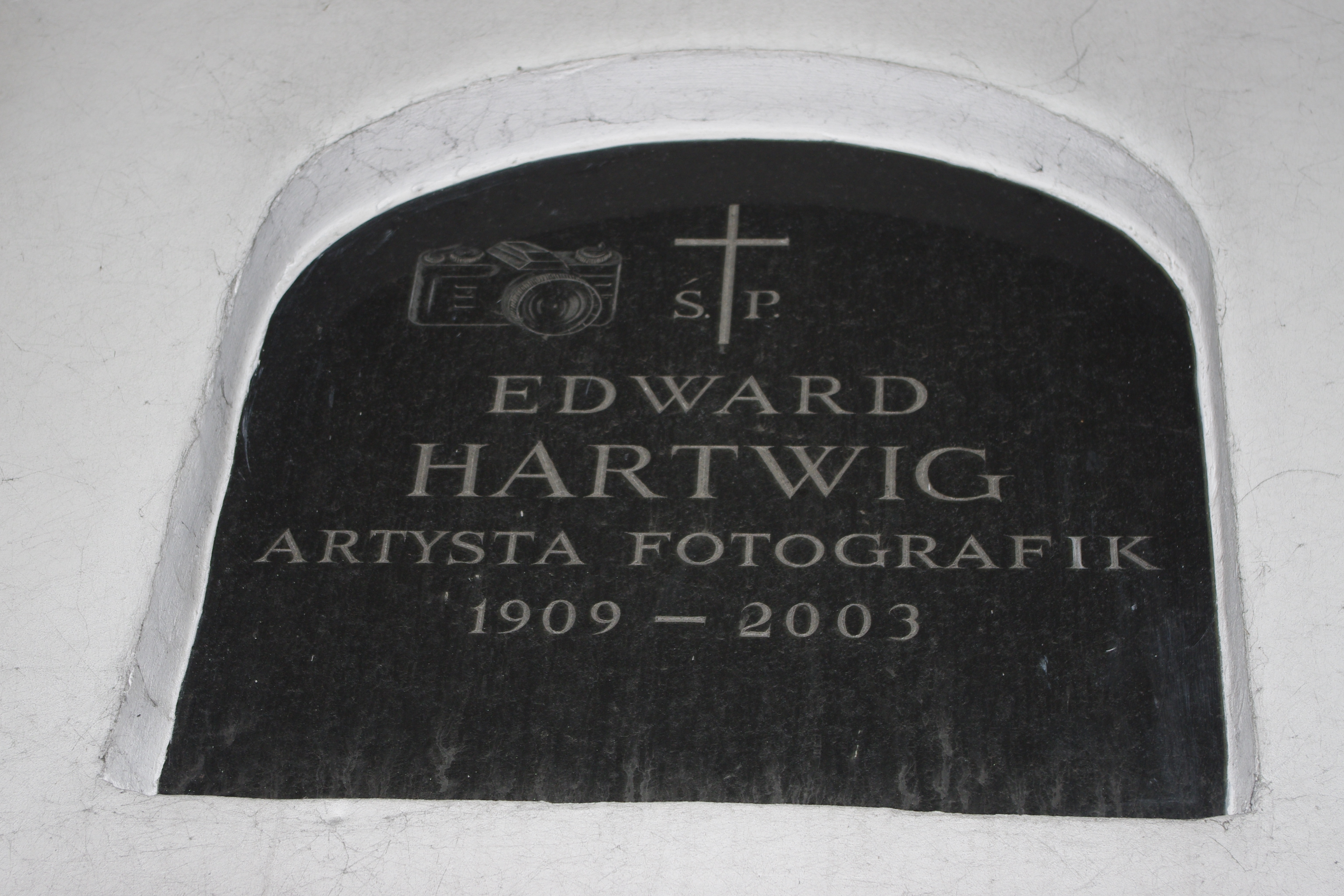
Grób fotografika Edwarda Hartwiga w katakumbach na cmentarzu Powązkowskim w Warszawie

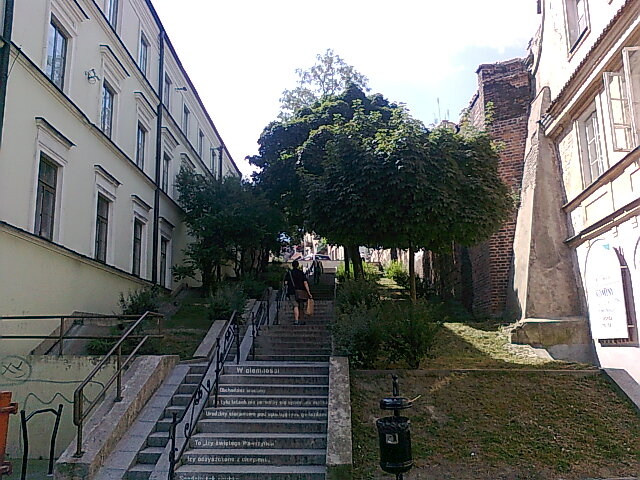
Zaułek Hartwigów w Lublinie

Edward Hartwig (ur. 6 września 1909 w Moskwie, zm. 28 października 2003 w Warszawie) – polski fotograf.
Jeden z najbardziej znanych na świecie fotografików polskich; uznawany za artystę wszechstronnego, łączącego w pracach fotografię i grafikę; zafascynowanego na równi pejzażem i człowiekiem, fotografią teatralną, architekturą, szczegółem.

## Życiorys
Syn Ludwika Hartwiga, również fotografa, właściciela zakładu fotograficznego; właśnie od niego uczył się tajników profesji. Brat poetki Julii Hartwig i lekarza Walentego Hartwiga. W 1918, po odzyskaniu przez Polskę niepodległości, wraz z rodziną przyjechał w nowe jej granice i zamieszkał w Lublinie. W 1924 ukończył gimnazjum im. Staszica, pobierał lekcje malarstwa w szkole Krystyna Henryka Wiercińskiego. W latach 20., pod wpływem Jana Bułhaka, fotografował pejzaże, tworzył jednak prace odmienne: nastrojowe i tajemnicze, co przydało mu przydomek „mglarza”. W latach 30. studiował w wiedeńskim Instytucie Graficznym pod kierunkiem Rudolfa Kopitza. Wiele jego wczesnych prac nie ocalało z wojennej pożogi, gdyż dom Hartwigów zniszczyła bomba.
W czasie okupacji prowadził pracownię fotograficzną, a jego firma nosiła nazwę „Skład Przyborów Fotograficznych Edward Hartwig i S-ka”.
Dalsze etapy jego twórczości obejmowały łączenie elementów graficznych z fotografią realistyczną, a od lat 70. eksperymenty z kolorem, kontynuowane w latach 90. (wówczas pojawiła się w jego twórczości fotografia abstrakcyjna).
Pierwszą wystawę indywidualną miał już w 1929. Był aktywny niemal do końca życia. W 1936 był współzałożycielem ówczesnego Lubelskiego Towarzystwa Fotograficznego - obecnie Lubelskiego Towarzystwa Fotograficznego im. Edwarda Hartwiga. W 1947 był współzałożycielem Związku Polskich Artystów Fotografików i przeżył wszystkich współzałożycieli. Przez FIAP został uhonorowany najwyższym tytułem: Honoraire Excellence FIAP, był też laureatem licznych nagród i odznaczeń państwowych, otrzymał m.in. Nagrodę Miasta Stołecznego Warszawy (1997); zdobył medal na Igrzyskach Olimpijskich w Rzymie (1960) za fotografię sportową. Został zaproszony do udziału w prestiżowej prezentacji „Dziesięciu Fotografików Świata”. Trzykrotnie miał wystawę retrospektywną w Zachęcie. Jego twórczość prezentowano w USA, Japonii, europejskich stolicach, trafiła do zagranicznych i polskich kolekcji. Autor albumów, m.in. Wariacje fotograficzne, Fotografika. W 1994 TVP zrealizowała filmy Hartwig oraz I co dalej, panie Hartwig – oba w reżyserii Adama Kulika.
W 1932 ożenił się z Heleną Jagiełło, z którą prowadził przejętą od ojca pracownię. Mieli córki Danutę (ur. 1939) i Ewę (ur. 1941).
Zmarł w Warszawie, pochowany na cmentarzu Powązkowskim (kwatera Katakumby-100-3).

## Wystawy indywidualne (wybór)
- Lublin (1929, 1937, 1944)
- „Fotografika Edwarda Hartwiga”, Lublin (1948)
- Częstochowa (1949)
- „Lublin – Miasto PKWN”, Kordegarda, Warszawa (1955)
- „Lublin w fotografice Edwarda Hartwiga”, Kordegarda, Warszawa (1957)
- „Fotografika Edwarda Hartwiga”, Zachęta, Warszawa (1959)
- „Fotografika”, Société Française de Photographie, Paryż, Francja (1959)
- „Lublin w fotografice Edwarda Hartwiga”, Lublin (1959)
- „Lublin w fotografice Edwarda Hartwiga”, Bruksela, Belgia; Ateny, Grecja; Turyn, Włochy; Mediolan, Włochy; Padwa, Włochy; Londyn, Anglia; Berlin, NRD; Drezno, NRD; Linz, Austria; Hamburg, RFN; Ostrawa, Czechosłowacja; Pardubice, Czechosłowacja; Nowy Sad, Czechosłowacja; Praga (dwukrotnie), Czechosłowacja; Budapeszt, Węgry; Bukareszt, Rumunia; Chicago, USA; Kraków (w latach 1960–3)
- „Kulisy teatru”, Warszawa, Sopot (1963)
- „Kulisy teatru”, Katowice (1964)
- „Kulisy teatru”, Poznań (1965)
- „Kulisy teatru”, Kielce (1966, 1979, 1992)
- „Edwarda Hartwiga karty z albumu Warszawa”, Kordegarda, Warszawa; Opole (1970)
- „Edwarda Hartwiga karty z albumu Warszawa”, Societe Francaise de Photographie, Paryż, Francja (1971)
- „Fotografika”, Zachęta, Warszawa (1972)
- „Fotografika”, Wrocław (1974)
- „Kulisy teatru”, Zachęta, Warszawa; Art Galery, Ateny, Grecja (1975)
- „W moim świecie 1930–1978”, Zachęta, Warszawa (1979)
- „Fotografia z lat 1924–1979”, Stara Galeria ZPAF, Warszawa (1979)
- „Lublin w fotogramach Edwarda Hartwiga”, Lublin (1979)
- „W moim świecie”, Łomża (1979)
- „Fotografia”, BWA, Łódź; Paryż, Francja; Nowy Jork, USA (1979)
- „Fotografia – Edward Hartwig”, Toruń (1980)
- „Fotografia – Edward Hartwig”, Londyn, Anglia (1981)
- „Strefy ochronne”, Mała Galeria ZPAF, Warszawa; Galeria Thrackery Soil, San Francisco, USA (1983)
- „Krajobraz polski”, Nowy Jork, USA (1983)
- „Kazimierz, Lublin – miasto mojej młodości”, Kazimierz Dolny (1984)
- „Fotografika” (w ramach FOTOFEST) – Houston, USA (1984, 1988)
- „Fotografika”, Bogota, Kolumbia (1984)
- „Wierzby”, Bielsko Biała (1987)
- „Fotografie”, Świdnica (1987)
- „Edward Hartwig – próba syntezy”, Gorzów Wielkopolski (1987)
- „20 × Edward Hartwig”, Kielce (1987)
- „Prace z lat 1923–1987”, Bydgoszcz (1988)
- „Zasłony”, Galeria Fotografii Elementarnej, Lądek Zdrój (1988)
- „Zaproszenie do szatni”, Galeria Foto medium Art., Wrocław (1988)
- „Wystawa prac Edwarda Hartwiga ze zbiorów Muzeum Narodowego”, Muzeum Narodowe, Wrocław, Zamość, Lublin (1988)
- „Edward Hartwig”, Rzeszów, Lądek Zdrój, Opole (1988)
- „Moja galeria", BWA, Sopot (1988)
- „Edward Hartwig – moja galeria”, Zachęta, Warszawa (1988)
- „Edward Hartwig”, Poznań (1990)
- „Własne spotkania”, Łódź (1990)
- „Fotografia”, Włocławek (1990)
- „Retrospektywa”, Musée de l'Élysée, Lozanna, Szwajcaria (1990)
- „Foto uit Oost”, Amsterdam (1990)
- Wystawa na II Fotokonferencji Wschód–Zachód, Wojnowice (1991)
- „Edward Hartwig – własne spotkania”, Łódź (1991)
- „Najnowsze...”, BWA, Kielce; Mała Galeria ZPAF-CSW, Warszawa (1992)
- „Foto-Sacrum”, Lublin, Rzeszów (1992)
- „Ludzie teatru – impresje fotograficzne”, Kalisz; Galeria Pakamera, Suwałki (1993)
- „Konie u wodopoju”, Galeria Jednej Fotografii, Rybnik (1993)
- „Fotografia”, Galeria B&B, Bielsko Biała (1994)
- „Czas wspomnień”, Stara Galeria ZOAF, Warszawa (1994)
- „Na bieżąco...”, Mała Galeria ZPAF/CSW, Warszawa (1994)
- „Edward Hartwig”, Ryga, Łotwa (1994)
- „Fotografia”, Włodawa, Bielsko Biała (1994)
- „Fotografia”, Poznań (1995)
- „Fotografika”, Mała Galeria ZPAF, Toruń (1995)
- „Edward Hartwig”, Muzeum Historii Fotografii, Kraków (1995)
- „Edward Hartwig”, Częstochowa (1996)
- „Edward Hartwig”, Zachęta, Warszawa (1997)
- „Wspominamy – pozdrawiamy cz. I”, Stara Galeria ZPAF, Warszawa (1997)
- „Edward Hartwig”, Galeria Fotografii, Ostrowiec Świętokrzyski; Bratysława, Czechy; Galeria Fotografii, Ostrołęka; Dom Kultury, Końskie (1997)
- „Edward Hartwig”, Galeria Ślad, Ełk (2004)

## Wystawy zbiorowe (wybór)
- „IX Salon Fotografii”, Warszawa (1935)
- „X MSF”, Warszawa (1937)
- „Wystawa fotografiki polskiej”, Lublin (1938)
- „I Polska Wystawa Fotografii Ojczystej”, Warszawa (1938)
- „XIX Salon Fotografii”, Warszawa (1939)
- „Wystawa Fotografii Ojczystej”, Lublin (1944)
- „Nowoczesna Fotografika Polska”, Warszawa (1948)
- „Wystawa Sztuki Nowoczesnej”, Pałac Sztuki, Kraków (1948–9)
- „II Częstochowska Wystawa Fotografiki”, Częstochowa (1951)
- Międzynarodowa Wystawa Fotografii Europejskiej, Wielka Brytania (1955)
- „VI Ogólnopolska Wystaw Fotografiki”, Warszawa (1956)
- „Photokina”, Kolonia, RFN (1965)
- „10 Fotografów Świata”, Wiedeń, Austria (1969)
- „Fotografowie Poszukujący”, Warszawa (1971)
- „10 Fotografów FIAP”, Padwa, Włochy (1975)
- „10 Fotografów Europy”, Kraków (1976)
- „Polska fotografia artystyczna do roku 1939”, Muzeum Narodowe, Wrocław (1977)
- „Fotografia Polska 1839–1979”, Nowy Jork, USA; Chicago, USA; Warszawa; Łódź; Londyn, Anglia (1979)
- „La Photographie Polonaise 1900–81”, Centre Georges Pompidou, Paryż, Francja (1981)
- „Fotografia współczesna”, Zachęta, Warszawa (1984)
- „Fotografia współczesna”, Muzeum Narodowe, Wrocław (1985)
- „Polska fotografia krajobrazowa 1944–1984”, BWA, Kilce (1985)
- „Drugi Salon Zaproszonych”, BWA, Łódź (1986)
- „Kolekcja”, Mała Galeria ZPAF, Warszawa (1988)
- „Wystawa 40-lecia ZPAF”, Zachęta, Warszawa (1988)
- „Krajobrazy świata w fotografii polskich podróżników”, Zachęta, Warszawa (1988)
- „Fotofest Houston”, Houston, USA (1988)
- „150 lat fotografii ze zbiorów Muzeum Narodowego we Wrocławiu”, Wrocław (1989)
- „L'année de l'Est”, Lozanna, Szwajcaria (1992)
- „Foto's uit Oost Europa”, Amsterdam, Holandia (1992)
- „Les chefs d'oeuvre de la photographie polonaise 1912–1948”, Instytut Polski, Paryż, Francja (1992)
- IV Międzynarodowe Triennale Sztuki "Majdanek '94”, Lublin (1994)
- „Mistrzowie Polskiego Pejzażu”, MGS, Łódź; Legnica; Olsztyn; Kielce; Ostrowiec Świętokrzyski (2001)

## Albumy fotograficzne
- "Ziemia rodzinna", Warszawa (1955)
- "Lublin-Stare miasto", Warszawa (1955)
- "Lublin", Warszawa (1956)
- "Łazienki", Warszawa (1956)
- "Łazienki", Warszawa (1957)
- "Kazimierz nad Wisłą", Warszawa (1958)
- "Fotografika", Warszawa (1958, 1960)
- "Moja Ziemia", Warszawa (1960)
- "Akropol", Warszawa (1962)
- "Teatr Narodowy w Warszawie. 50 premier", Warszawa (1962)
- "Kraków", Warszawa (1965, 1969, 1980) + wersje językowe niemiecka, angielska, rosyjska
- "Pieniny", Warszawa (1966, 1971)
- "Kulisy teatru" (1969, 1974, 1983)
- "Warszawa", Warszawa (1974, 1984) + wersje językowe: niemiecka, angielska, rosyjska
- "Fotograficy świata – Edward Hartwig", Praga, Czechosłowacja (1966)
- "Łowicz", Warszawa (1975)
- "Żelazowa Wola", Warszawa (1975)
- "Wariacje fotograficzne", Warszawa (1978)
- "Tematy fotograficzne", Warszawa (1978)
- "Kraków", Warszawa (1982)
- "Kwiaty ojczystej ziemi", Warszawa (1983)
- "Lublin", Warszawa (1983)
- "Mistrzowie europejskiej kamery", Brno, Czechosłowacja (1983)
- "Wierzby", Warszawa (1989)
- "Kazimierz Dolny nad Wisłą", Warszawa (1991)
- "Żelazowa Wola" (z Ewą Hartwig-Fijałkowską), Warszawa (1993)
- "Polska Edwarda Hartwiga", Warszawa (1995)
- "Spotkanie z Chopinem", Warszawa (1995)
- "Lublin i okolice", Lublin (1997)
- "Mój Kazimierz", Lublin (1998)
- "Halny", Lublin (1999)
- "Mistrzowie Polskiego Pejzażu", Kielce (2000)

## Prace w zbiorach
Muzeum Sztuki (Łódź), Muzeum Narodowe (Wrocław), Muzeum (Kazimierz Dolny), Muzeum Miejskie (Lublin), Biblioteka Narodowa (Warszawa), Murray Forbes Collection (Cambridge, Anglia), Portrait Collection (Museum of Fine Arts, Houston, USA), Nawigator Foundation (Boston, USA), Israel Museum (Tel Aviv, Izrael), Muzeum Narodowe (Warszawa), Muzeum Fotografii (Kraków), Muzeum Historyczne Miasta Stołecznego Warszawy, Muzeum Teatralne (Warszawa)

## Ordery i odznaczenia
- Krzyż Komandorski z Gwiazdą Orderu Odrodzenia Polski (27 września 1999)[7]
- Krzyż Komandorski Orderu Odrodzenia Polski (1995)
- Krzyż Kawalerski Orderu Odrodzenia Polski (1959)
- Złoty Krzyż Zasługi (15 lipca 1954)[8]
- Medal 10-lecia Polski Ludowej (19 stycznia 1955)[9]
- Medal im. Jana Bułhaka (1987)
- Odznaka tytułu honorowego „Zasłużony dla Kultury Narodowej” (1986)[10]
- Odznaka honorowa ZAiKS-u (1993)[11]
- Odznaka „Zasłużony dla Miasta Lublina” (1986)

## Nagrody i wyróżnienia
- Medal Olimpijski na Igrzyskach w Rzymie za fotografię sportową (1960)
- Nagroda Miasta Stołecznego Warszawy (1961)
- Nagroda Ministra Kultury i Sztuki III stopnia za działalność artystyczną w dziedzinie plastyki (1965)
- Złoty Medal Miasta Bordeaux, Francja (1968)
- Srebrny Medal Miasta Paryża, Francja (1986)
- Nagroda im. Włodzimierza Pietrzaka (1989)
- Srebrny Medal za całokształt twórczości na Międzynarodowym Sympozjum Sztuki Wizualnej w Paryżu (1990)
- Nagroda Honorowa „Najpiękniejsza książka roku” w konkursie Polskiego Towarzystwa Wydawców Książek w Warszawie (1996)
- Nagroda Miasta Stołecznego Warszawy (1997)[12]
- Nagroda Honorowa im. Fryderyka Kremsera (1999)[13]
- Medal Miasta Lublina (2003)